# Représentant permanent du Royaume-Uni auprès de l'Union européenne
Le représentant permanent du Royaume-Uni auprès de l'Union européenne était le plus haut représentant diplomatique du Royaume-Uni auprès de l'Union européenne lorsque le Royaume-Uni était membre de l'Union européenne, de 1973 à 2020. Il était chargé de la représentation du Royaume-Uni auprès de l'Union européenne (en anglais United Kingdom Representation to the European Union, UKREP). Son titre officiel était Représentant permanent de Sa Majesté britannique auprès de l'Union européenne (Her Britannic Majesty's Permanent Representative to the European Union).
Jusque fin 1992, le poste était auprès de la Communauté économique européenne.
En conséquence du retrait du Royaume-Uni de l'Union européenne, le poste a été remplacé le 1er février 2020 par celui d'ambassadeur du Royaume-Uni auprès de l'Union européenne (en).

## Titulaires de la fonction

### Représentants permanents du Royaume-Uni auprès de la Communauté économique européenne
- Sir Michael Palliser (en) (1973–1975)
- Sir Donald Maitland (en) (1975–1979)
- Sir Michael Butler (en) (1979–1985)
- Sir David Hannay (1985–1990)
- Sir John Kerr (1990–1992)

### Représentants permanents du Royaume-Uni auprès de l'Union européenne
- Sir John Kerr (1992–1995)
- Sir Stephen Wall (en) (1995–2000)
- Sir Nigel Sheinwald (en) (2000–2003)
- Sir John Grant (en) (2003–2007)
- Sir Kim Darroch (2007–2012)
- Sir Jon Cunliffe (en) (2012–2013)
- Sir Ivan Rogers (2013–3 janvier 2017)
- Sir Tim Barrow (4 janvier 2017-31 janvier 2020)